# Stans
Pour les articles homonymes, voir Stans (homonymie).
Stans est une commune suisse, chef-lieu et commune la plus peuplée du canton de Nidwald.

## Géographie

### Situation

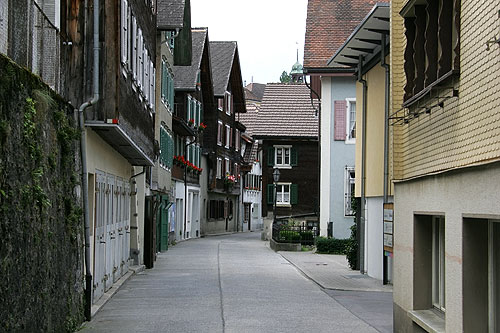
Rue de la ville de Stans (Schmiedgasse).

Vue aérienne de 600 m par Walter Mittelholzer (1923).

La commune de Stans s'étend sur 11,09 km2. Lors du relevé de 2013-2018, les surfaces d'habitations et d'infrastructures représentaient 21,3 % de sa superficie, les surfaces agricoles 39,3 %, les surfaces boisées 36,7 % et les surfaces improductives 2,8 %.
La ville est située dans la vallée de l’Aa, au pied du Stanserhorn.
Stans est limitrophe de Dallenwil, Ennetmoos, Stansstad, Ennetbürgen, Buochs et Oberdorf.

### Transports
- Ligne ferroviaire Luzern-Stans-Engelberg Bahn
- Chemin-de-fer du Stanserhon (de) Stanserhorn-Bahn
- A2, Bâle – Chiasso, sorties 32 et 33

## Histoire
Les Celto-Romains furent les premiers colons de Nidwald. Stans est mentionnée pour la première fois en 1124.
En 1713, la ville fut détruite par un incendie.
En septembre 1798, les troupes françaises ont envahi Stans car les habitants du canton résistaient à l'occupation française de la Suisse et à la politique anticatholique menée. 414 habitants furent massacrés, parmi lesquels une centaine de femmes et vingt-six enfants.
La construction de l'autoroute A2 a désenclavé le sud du lac des Quatre-Cantons et favorisé le développement économique de cette région.

## Démographie

### Évolution de la population
Stans compte 8 119 habitants fin 2022. Sa densité de population atteint 732 hab./km2.
Le graphique suivant résume l'évolution de la population de Stans entre 1850 et 2008 :

### Pyramide des âges
En 2020, le taux de personnes de moins de 30 ans s'élève à 26,4 %, au-dessous de la valeur cantonale (27,1 %). Le taux de personnes de plus de 60 ans est quant à lui de 27,8 %, alors qu'il est de 28,8 % au niveau cantonal.
La même année, la commune compte 4 112 hommes pour 4 059 femmes, soit un taux de 50,3 % d'hommes, inférieur à celui du canton (51,2 %).
| Hommes | Classe d’âge | Femmes |
| ------ | ------------ | ------ |
| 0,6    | 90 ans ou +  | 1,5    |
| 7,4    | 75 à 89 ans  | 10,0   |
| 17,8   | 60 à 74 ans  | 18,2   |
| 22,1   | 45 à 59 ans  | 23,3   |
| 19,5   | 30 à 44 ans  | 17,9   |
| 14,0   | 15 à 29 ans  | 12,4   |
| 14,0   | - de 14 ans  | 12,4   |

| Hommes | Classe d’âge | Femmes |
| ------ | ------------ | ------ |
| 0,6    | 90 ans ou +  | 1,2    |
| 8,0    | 75 à 89 ans  | 9,7    |
| 19,3   | 60 à 74 ans  | 18,7   |
| 23,2   | 45 à 59 ans  | 23,6   |
| 19,0   | 30 à 44 ans  | 18,7   |
| 13,8   | 15 à 29 ans  | 13,3   |
| 13,8   | - de 14 ans  | 13,3   |

## Industrie
- La fabrique d'avions Pilatus Aircraft

## Culture et patrimoine

### Héraldique
| Blason | Blasonnement : De gueules au bouquetin coupé de sable et d'or. |

### Monuments et curiosités
- Le château de Winkelried
- Le château de Rosenburg (Höfli)
- Place du village
- Église Saints-Pierre-et-Paul
- Couvent des Capucins, fondé en 1582, fermé en 2004
- Couvent féminin Sainte-Claire
- Musée historique
- Hansmatt, collection d'art privée de Ruth et Anton Frey-Näpflin

### Personnalités
- Marie von Deschwanden (1830-1890), pionnière de la scolarisation des jeunes filles à Nidwald.
- Maria Küchler-Flury (1941-), conseillère d'État du canton d'Obwald.
- Johanna Näf (1944-), peintre, sculptrice et photographe suisse *Maria Küchler-Flury (1941-), conseillère d'État du canton d'Obwald.